# Manoir du gouverneur du Kentucky
Le Manoir du gouverneur du Kentucky est une résidence située à Frankfort, dans l'État américain du Kentucky, sur les pelouses du Capitole. Il a été construit entre 1912 et 1914 sur inspiration du château du Petit Trianon, à Versailles. Il est inscrit au Registre national des lieux historiques depuis le 1er février 1972.